# 액각

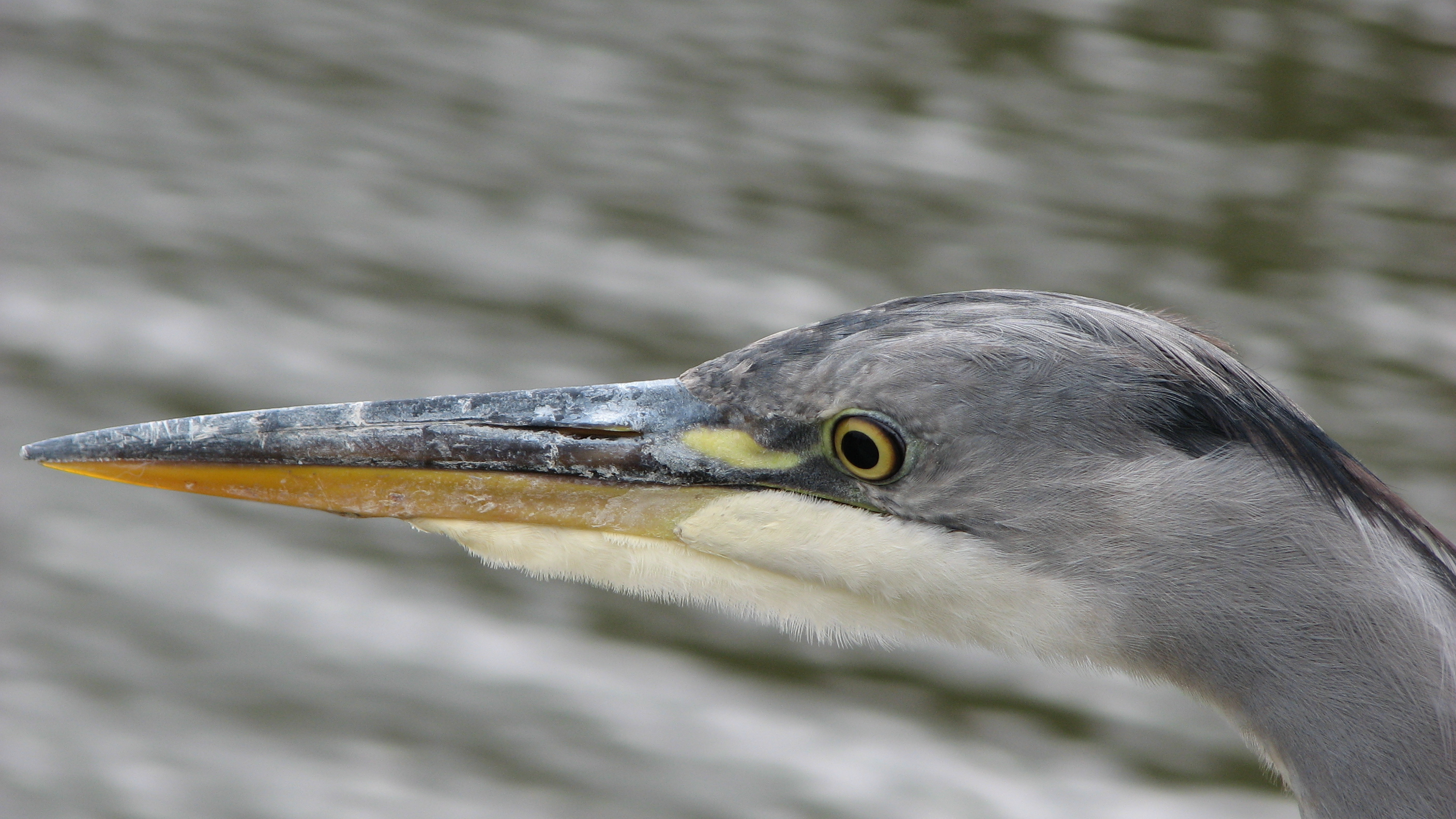
왜가리의 부리 (주둥이)

액각(額角, rostrum, 라틴어 로스트룸, 부리를 뜻함)은 동물의 머리나 입에서 튀어나온 단단하고 부리 같은 여러 구조에 대한 해부학 용어이다. 시각적으로 유사하지만, 이들 중 다수는 다양한 종에서 계통학적으로 관련 없는 구조이다.

(2)

## 무척추동물
- 거미에서 액각은 입의 일부이며, 앞쪽의 입구를 이룬다. 윗입술과 동종인 이 돌기는 특히 주머니 모양의 분비 기관인 액각선이 존재하며, 이는 조직학 및 전자 현미경(외부 링크 "archentoflor")을 통해서만 접근할 수 있다.
- 갑각류에서 액각은 눈 앞에 있는 갑각의 앞쪽 연장 부분이다.[1] 일반적으로 단단한 구조이지만, 박갑목에서 볼 수 있듯이 경첩 관절로 연결될 수도 있다.[2]
- 곤충 중에서 액각은 노린재목과 설악장구벌레 등의 곤충의 찌르기 입틀을 지칭하는 이름이다. 바구미의 긴 코도 액각이라고 불린다.[3]
- 복족류 연체동물은 액각 또는 주둥이를 가지고 있다.[4]
- 두족류 연체동물은 액각이라고 불리는 단단한 부리 모양의 입틀을 가지고 있다.[5]

무척추동물 액각
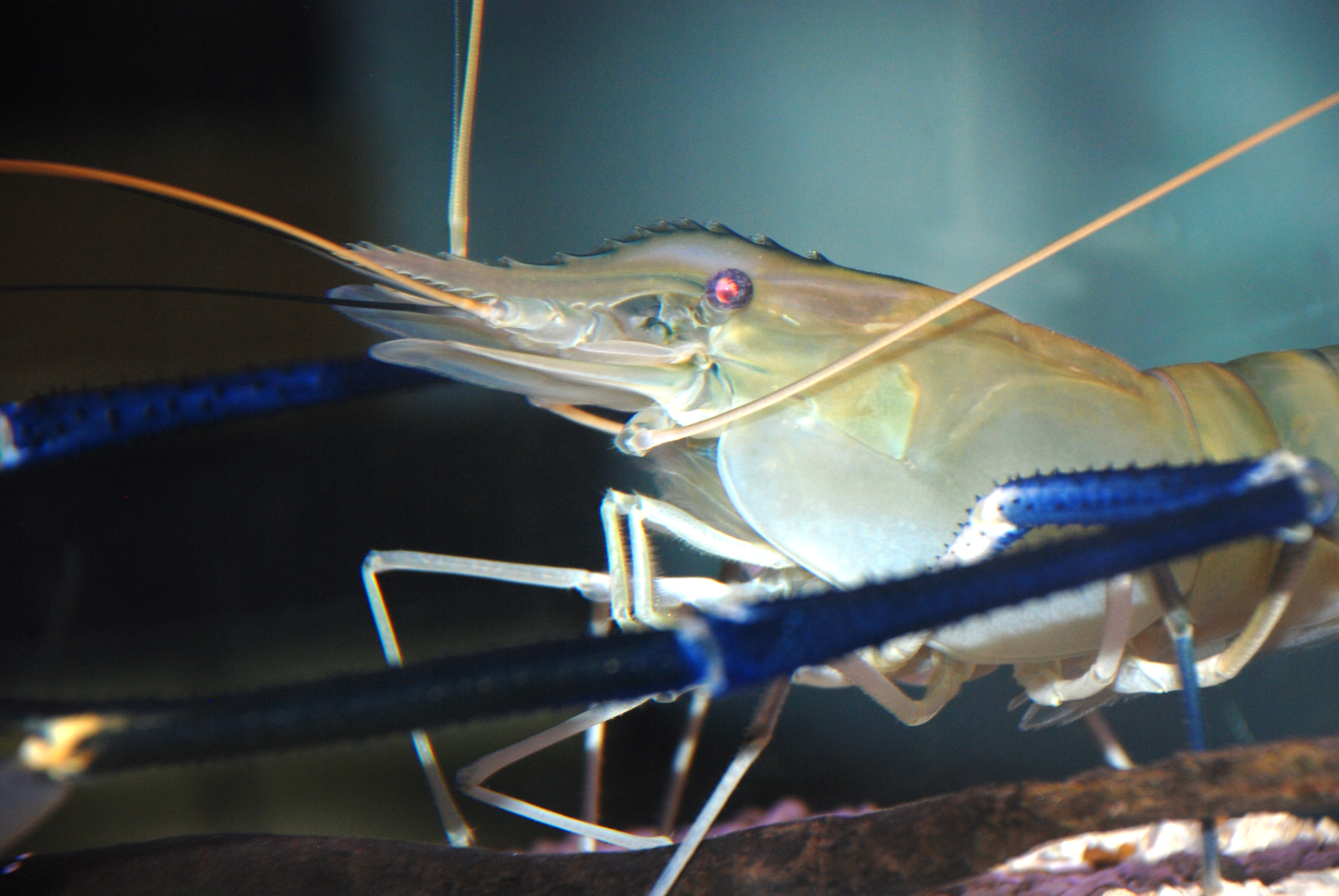
갑각류: 큰징거미새우의 액각은 양쪽 가장자리에 톱니가 있다.
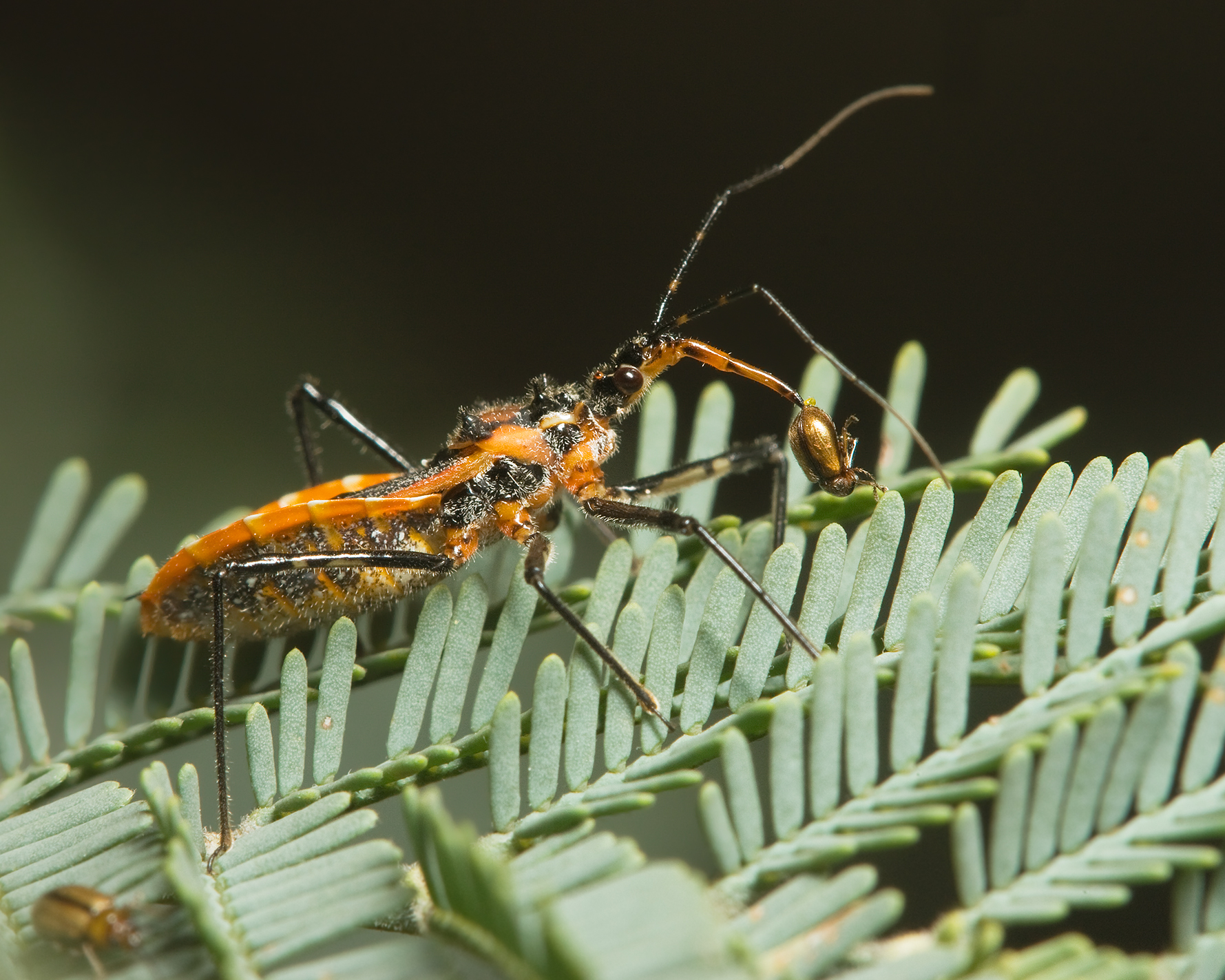
곤충: 장님노린재가 액각으로 먹이를 찌르고 있다
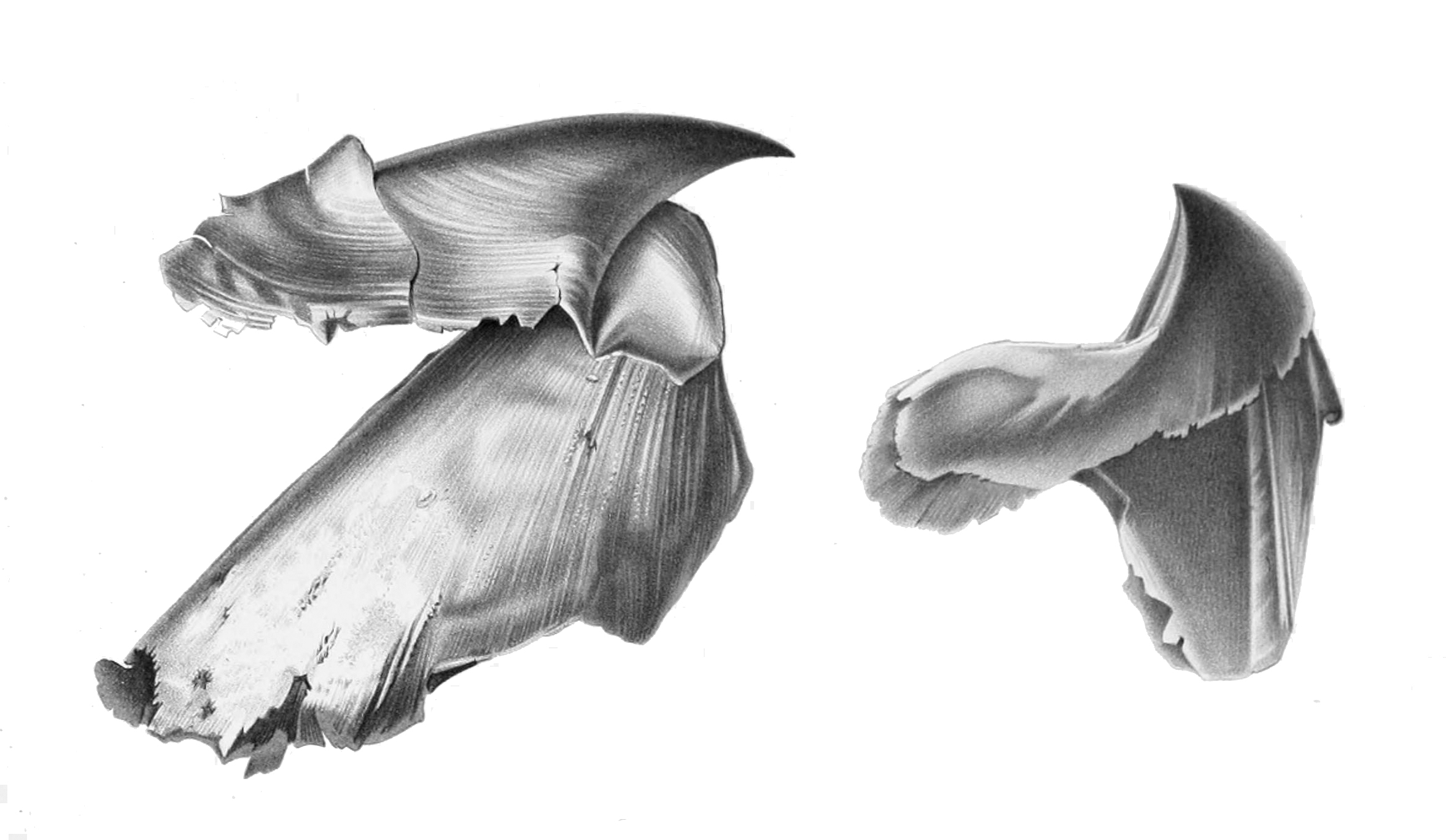
두족류: 대왕오징어의 두 부분으로 된 부리
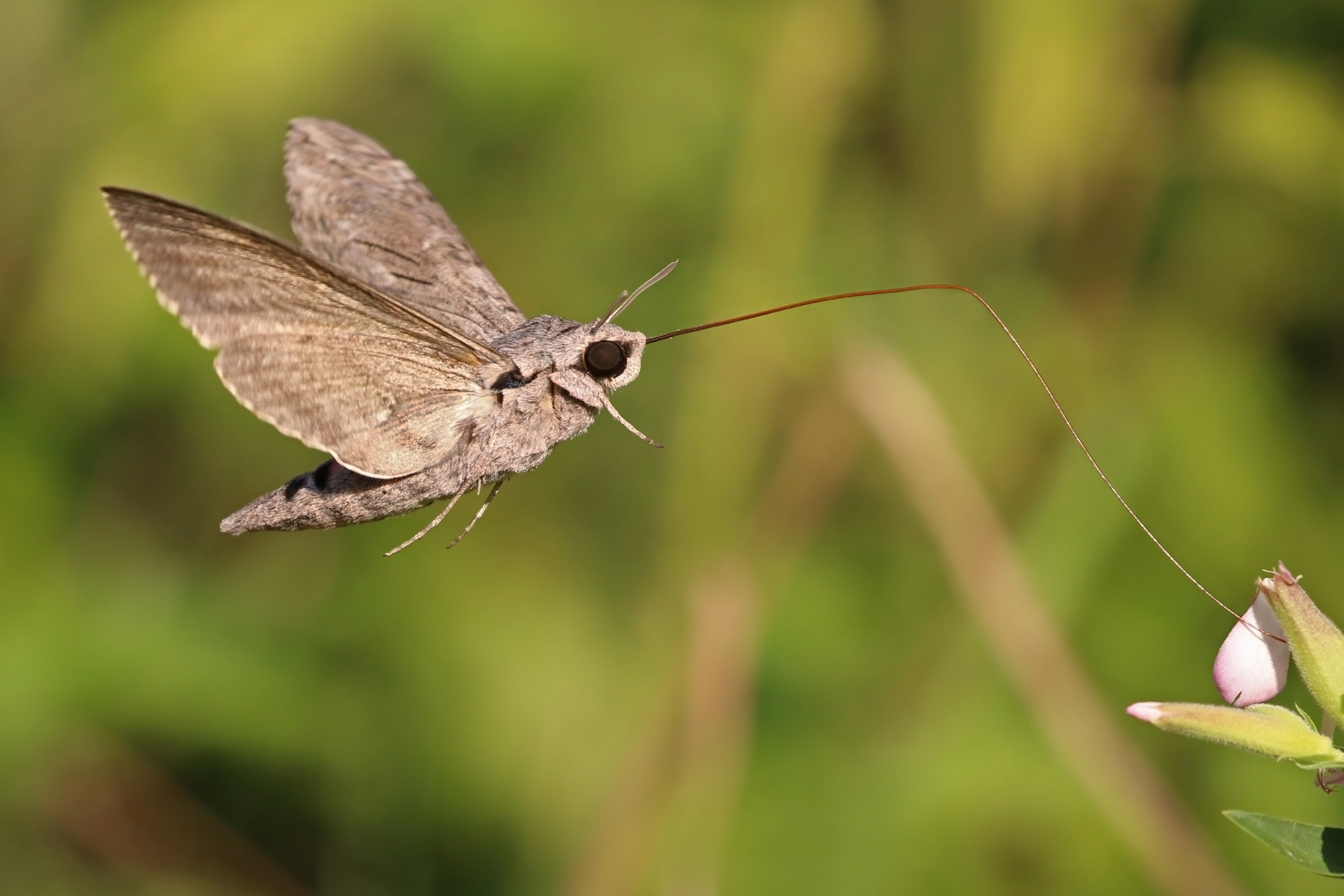
박각시나방(박각시)의 주둥이

## 척추동물

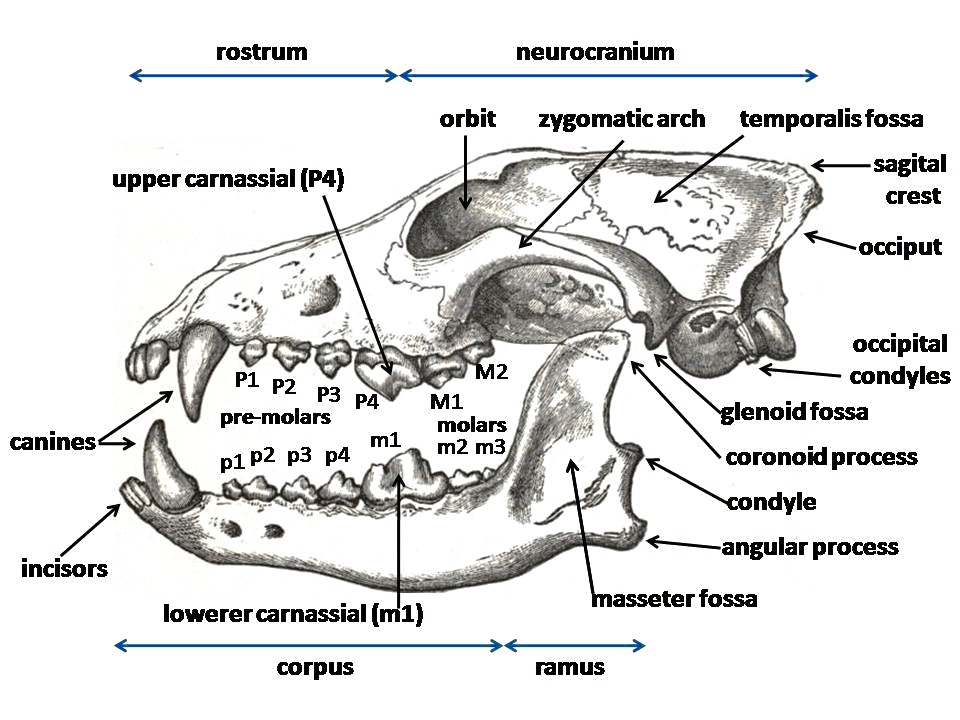
늑대 두개골의 주요 특징을 표시한 다이어그램

포유류에서 액각은 광대뼈 아치 앞에 위치한 두개골의 부분으로, 치아, 구개, 비강을 포함한다. 또한 인간 뇌의 뇌량에는 액각이라고 알려진 신경 다발이 있다.
척추동물의 부리나 주둥이도 액각으로 불릴 수 있다.
- 돌고래와 같은 이빨고래[7][8] 및 부리고래를 포함한 일부 고래는 턱뼈에서 진화한 액각(부리)을 가지고 있다. 외뿔고래는 돌출된 송곳니에서 진화한 큰 액각(상아)을 가지고 있다.
- 일부 물고기는 위턱뼈에서 진화한 영구적으로 돌출된 액각을 가지고 있다. 새치(청새치, 황새치 및 돛새치)는 액각(부리)을 사용하여 먹이를 베고 기절시킨다. 주걱철갑상어류, 마귀상어 및 귀상어과는 약한 전기장을 감지하여 먹이의 존재를 알리는 전기수용기가 가득한 액각을 가지고 있다. 톱상어와 심각한 멸종 위기에 처한 톱가오리는 전기 감응성이며 베기에도 사용되는 액각(톱)을 가지고 있다.[9] 액각은 물고기 앞에 복측으로 뻗어 있다. 귀상어의 경우 액각(망치)은 복측과 측면(옆으로) 모두 뻗어 있다.

일부 물고기의 위턱뼈는 액각으로 진화했다
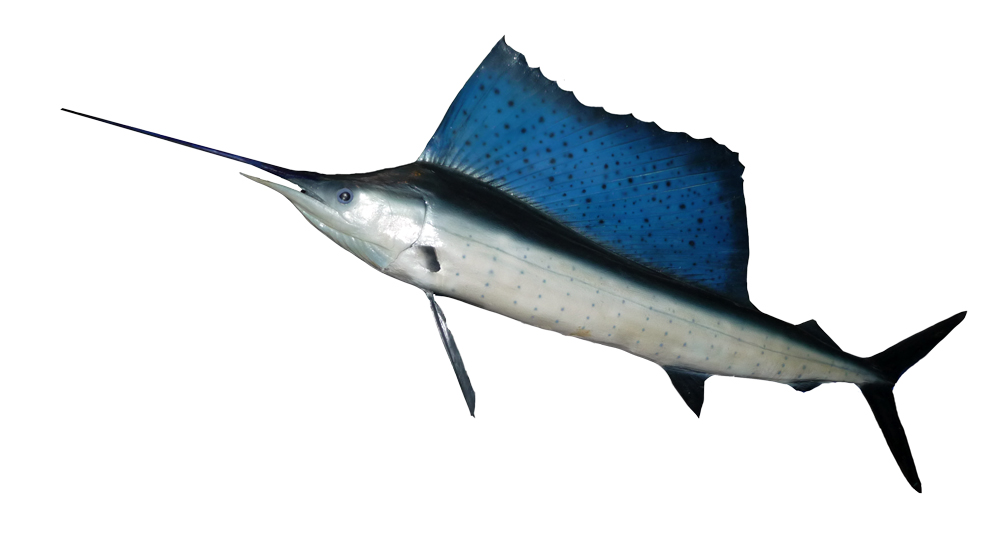
모든 새치와 마찬가지로 돛새치는 위턱뼈의 연장선인 액각(부리)을 가지고 있다
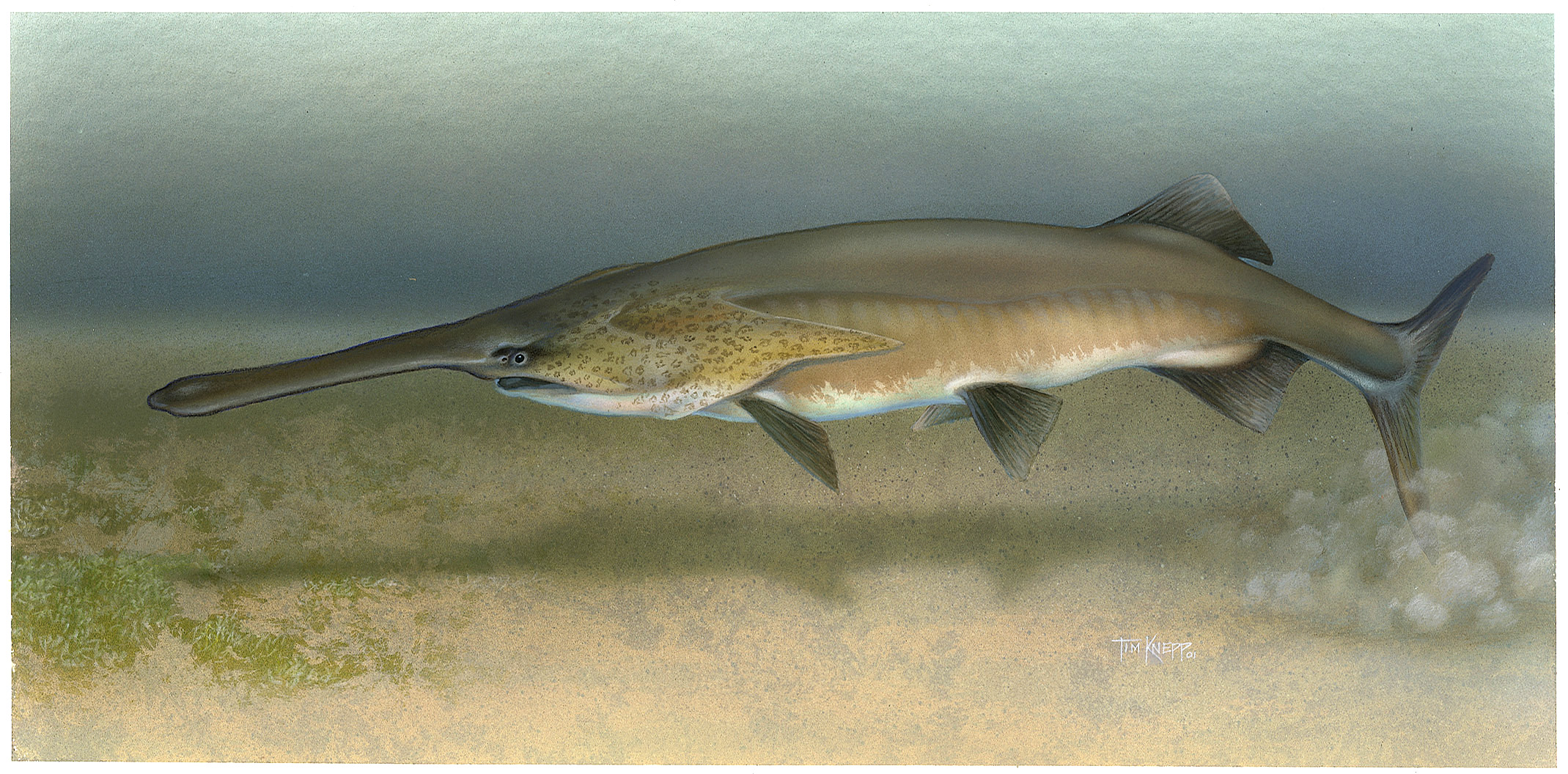
주걱철갑상어류는 전기수용기가 가득한 액각을 가지고 있다
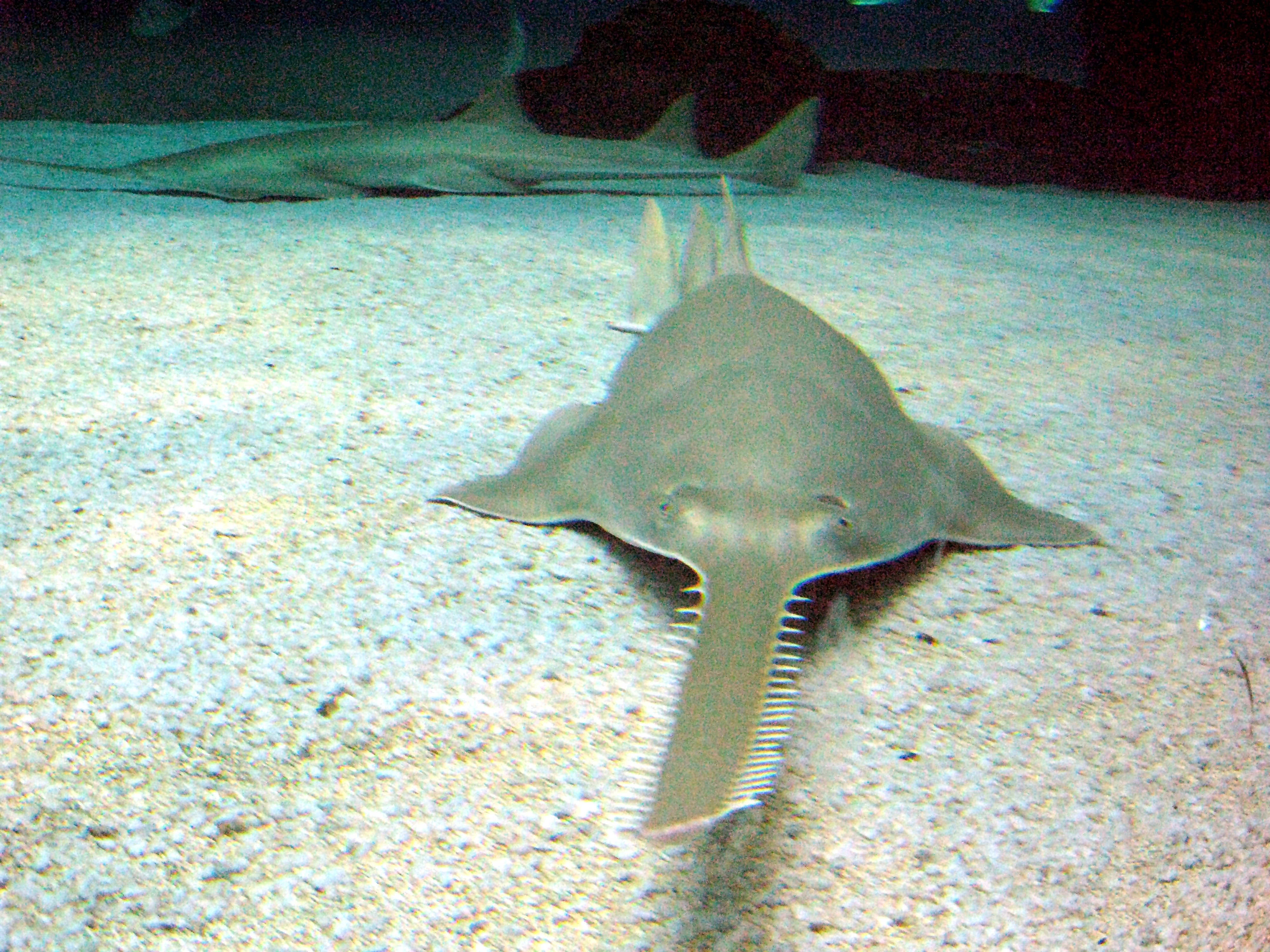
톱가오리는 전기 감응성 액각(톱)을 가지고 있으며, 이는 먹이를 베는 데도 사용된다

## 같이 보기
- 부리
- 콧구멍
- 주둥이